# Too Bad Jim
Too Bad Jim består av 10 låtar med R. L. Burnside, som spelar gitarr och sjunger, Kenny Brown, gitarr och Calvin Johnson, trummor. Dwayne Burnside (son till R. L.) spelar elbas på .44 pistol.Skivan är producerad av Robert Palmer och inspelad på Junior Kimbrough’s Juke Joint i Chulahoma, Mississippi och på Fat Possum World. Mixad på Quad Studios, New York av Robbie Norris och Robert Palmer.

## Låtlista
1. "Shake 'Em On Down" - 4:48
2. "When My  First Wife Left Me" - 3:46
3. "Short-Haired Woman" - 3:40
4. "Old Black Mattie" - 4:10
5. "Fireman Ring The Bell" - 3:58
6. "Peaches" - 4:15
7. "Miss glory B." - 3:24
8. ".44 Pistol" - 2:56
9. "Death Bell Blues" - 3:54
10. "Goin' Down South" - 5:50